# Peperomia exiliramea
Peperomia exiliramea är en pepparväxtart som beskrevs av William Trelease. Peperomia exiliramea ingår i släktet peperomior, och familjen pepparväxter. Inga underarter finns listade i Catalogue of Life.